# مارشاوکی (استان اوپوله)
مارشاوکی (به لهستانی: Marszałki) یک منطقهٔ مسکونی در لهستان است که در گمینا توراوا واقع شده‌است.